# Xylotrupes damarensis
Xylotrupes damarensis är en skalbaggsart som beskrevs av Rowland 2006. Xylotrupes damarensis ingår i släktet Xylotrupes och familjen Dynastidae. Inga underarter finns listade i Catalogue of Life.